# Lycaste macrophylla
Lycaste macrophylla là một loài lan bản địa của Costa Rica, Nicaragua, Panama, Colombia, Ecuador, Venezuela, Peru và Bolivia. Đây là loài điển hình của chi Lycaste.

## Hình ảnh

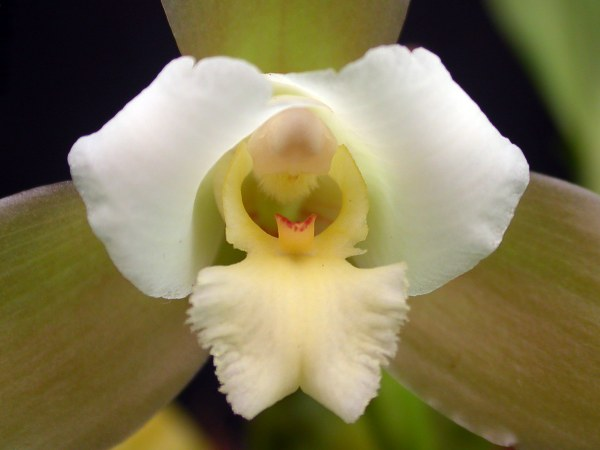
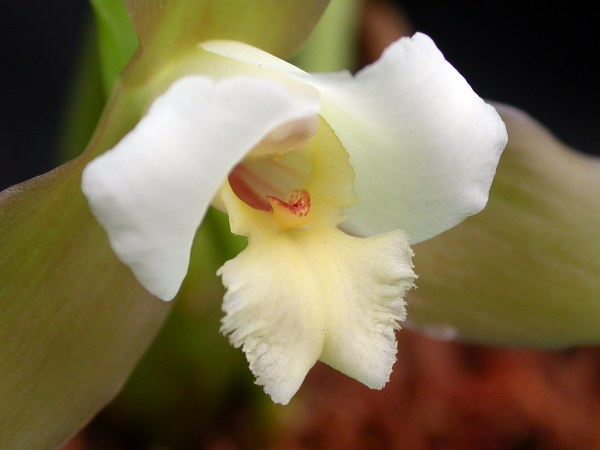
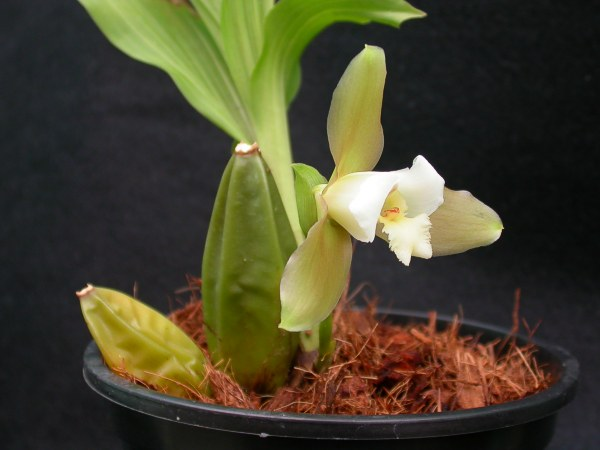
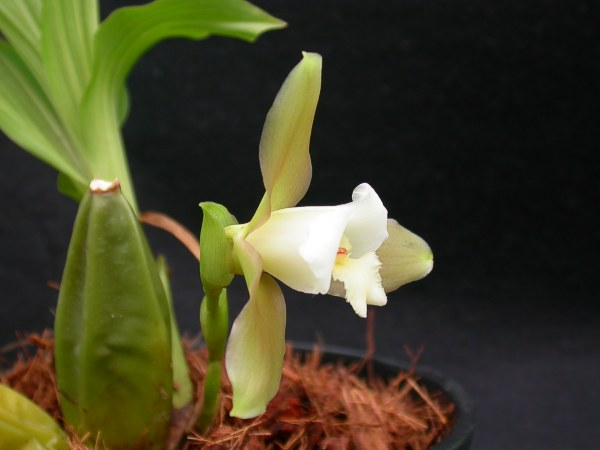